# Anopheles garnhami
Anopheles garnhami är en tvåvingeart som beskrevs av Edwards 1930. Anopheles garnhami ingår i släktet Anopheles och familjen stickmyggor. Inga underarter finns listade i Catalogue of Life.